# جزيرة فروة
جزيرة فروة جزيرة ليبية في البحر المتوسط. تقع شمال منطقة أبو كماش بنحو الميلين، وتبعد 130 كيلومترات غربي طرابلس، وقرب الحدود الليبية التونسية. وحوالي 40 كيلوا متر عن مدينة زوارة  وهي تتبع إداريا مدينة زوارة وكانت بعض العائلات من زوارة تسكن في الجزيرة كما يوجد بها بعض القبور لاهالي زوارة داخل الجزيرة  تبلغ مساحتها نحو 470 هكتارا، طولها 15 كم وعرضها يتراوح من 300م إلى 700م، وفي معظم أشهر السنة تحاط بها المياه، خاصة مع تكون الفيضانات في الشتاء، إلا أنها في أشهر الصيف تصبح أشبه بشبه جزيرة تتصل بالبر الرئيسي من ناحية الشرق حيث يمكن عبورها من البر الرئيسي سيرا على الأقدام، خصوصا في فترات النهار حيث يصل عمق المياه إلى نحو قدمين فقط في الصباح، إلا أنه في المساء يزداد ليصل لنحو المتر.
الجزيرة مأهولة ببعض الغزلان والطيور تم وضعهم من قبل أهالي مدينة زوارة
، وتوجد بها منارة تم إعادة ترميمها العام 2002. وتوجد بها بعض الينابيع العذبة، وفيها فرص جيدة لصيد السمك والحيوانات البحرية خاصة الأخطبوط.
كما تتمتع الجزيرة والمناطق المحيطة بها بتنوع في الحياة البرية وخاصة الطيور بأنواعها التي تتعدد لتصل إلى 29 نوعا مثل: البلشون الرمادي، بط الشهرمان والبشاروش.

## التسمية
كانت تسمى في المصادر القديمة (رأس المخابز) .

## منطقة تنمية وتطوير زواره – أبو كماش
في العام 2006 صدر قرار من اللجنة الشعبية العامة رقم (215) بإنشاء منطقة ذات طبيعة خاصة تحت اسم «منطقة تنمية وتطوير زواره – أبو كماش» وتشمل جزيرة فروة، تتمتع بالشخصية الاعتبارية والذمة المالية المستقلة بهدف الترويج لإنشاء مشروعات تنمية عمرانية، خلق بيئة سياحية واستثمارية وصناعية وتجارية.